# P3 Megashow
P3 Megashow var ett humorprogram i nio delar som sändes i Sveriges Radio P3 under sommaren 1991.
Programmet innehöll sketcher varvade med dåtidens evergreens. Producent och programledare var Johan Halleröd som tillsammans med bisittare Daniel Kristiansson serverade en välproducerad men i somligas tycke även en förhållandevis politiskt inkorrekt humor i femtio minuter varje tisdagskväll efter 23-nyheterna. Programmet sändes från Växjö och var en stand-in show för Musikjournalen.